# Ямище (Печорский район)
Я́мище, ранее также Я́амисты — деревня в Печорском районе Псковской области России. Входит в состав сельского поселения «Круппская волость».
Относится к нулку Тсятски исторической области Сетумаа.

## География
Расположена в 6 км к северо-западу от волостного центра, деревни Крупп. В 2 км к югу находится деревня Городище. В 2 км к западу от деревни проходит граница РФ с Эстонией.

## Население
Численность населения деревни по состоянию на конец 2000 года составляла 4 жителей.
| 2001 | 2002 | 2010 |
| ---- | ---- | ---- |
| 4    | ↘3   | →3   |